# Awasa
Awasa (Awassa, Hawassa)   este un oraș  în  partea de est a  Etiopiei, pe malul lacului Awassa, din Marele Rift African. Centru administrativ al statului  Popoarele, Naționalitățile și Națiunile din Sud.

## Sport
În ediția 2009-2010 a campionatului național de fotbal, Awasa este reprezentat de 3 echipe:
- Awassa City
- Sidama Coffee (cunoscut și sub denumirea de Sidama Bunna)
- Southern Police

Stadionul orășenesc poartă numele de Awassa Kenema și are o capacitate de 25.000 locuri.